# Α-Ketoglutarat-Malat-Carrier
Der α-Ketoglutarat-Malat-Carrier (OGC) (auch mitochondriales 2-Oxoglutarat-Malat-Carrierprotein, Gen: SLC25A11) ist dasjenige Protein, das den Austausch von α-Ketoglutarat und Malat durch die innere Zellmembran von Mitochondrien ermöglicht. Es ist eines von zwei Transportproteinen im Malat-Aspartat-Shuttle und damit unentbehrlich für den Energiestoffwechsel in Eukaryoten.
Der katalysierte Membrantransport ist:
α-Ketoglutarat (außen) + Malat (innen) ⇔ α-Ketoglutarat (innen) + Malat (außen)
Es handelt sich also um einen Antiport. Statt Malat können auch Anionen anderer Dicarbonsäuren und Glutathion transportiert werden.